# Saison 2017 de l'équipe cycliste Canyon-SRAM Racing
La Saison 2017 de l'équipe Canyon-SRAM Racing est la seizième de la formation si on considère que la structure remonte à la T-Mobile de 2002. L'effectif est l'équipe est quasiment stable. La championne du monde 2014, Pauline Ferrand-Prévot, la rejoint, ainsi qu'une ancienne marathonienne : Leah Thorvilson.
Le principal succès de la saison est à mettre à l'actif de Lisa Brennauer avec le Tour de Thuringe. Elle gagne également une étape sur l'Energiewacht Tour et le Boels Ladies Tour. Elena Cecchini est deuxième du Tour de Drenthe, avec d'autres top 10 sur les épreuves World Tour, elle est la mieux classée de l'équipe sur cette compétition : à la treizième place. Pauline Ferrand-Prévot se concentre sur le VTT, mais obtient une deuxième place sur le Grand Prix de Plouay. Hannah Barnes prend une troisième place sur le Women's Tour et une victoire d'étape sur le Tour d'Italie.

## Préparation de la saison

### Partenaires et matériel de l'équipe

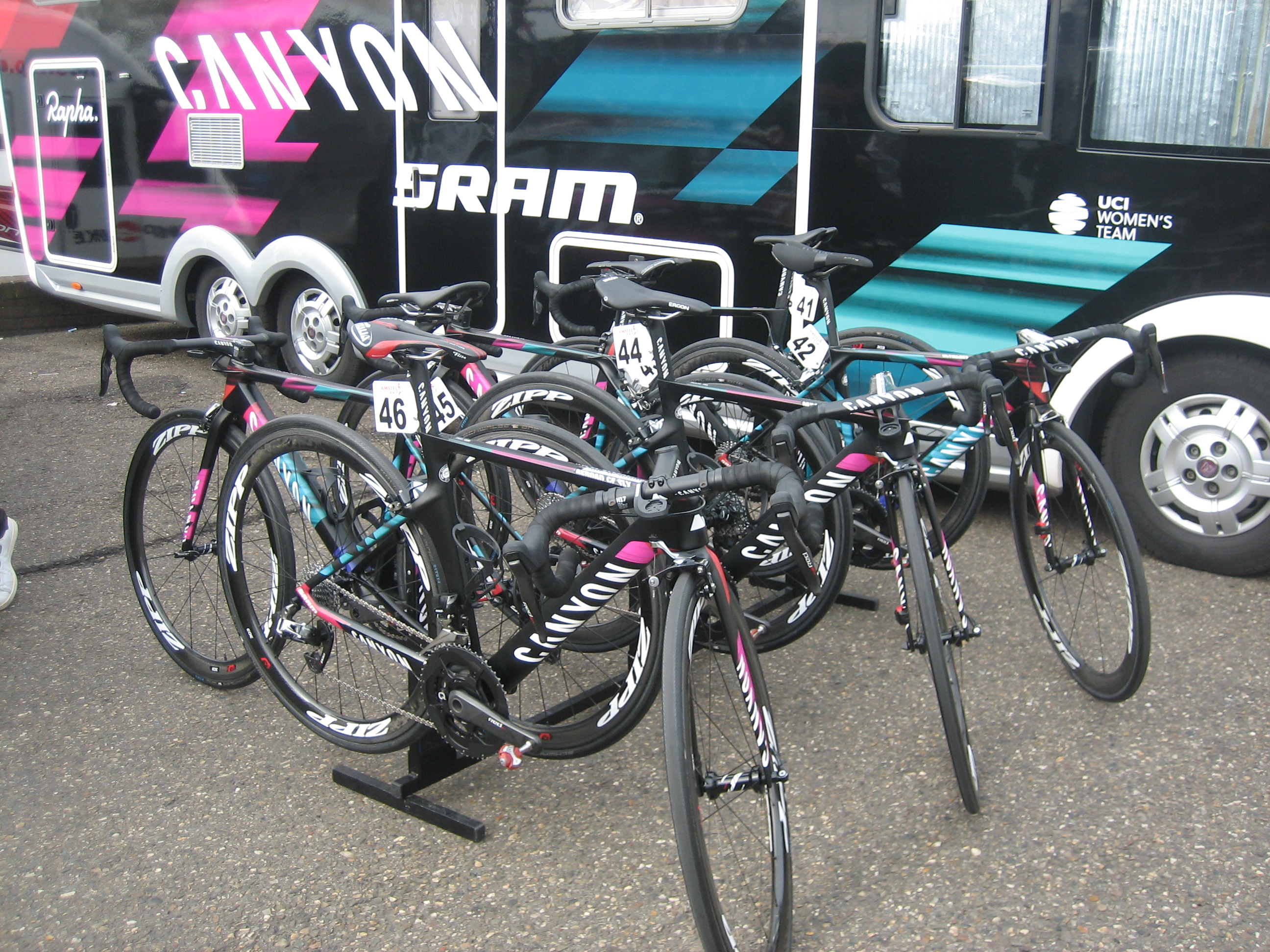
Vélos de l'équipe

La société allemande Lauke Pro Radsport GmbH dirigée par Ronny Lauke gère l'équipe.
Le partenaire principal de l'équipe est la marque de cycles Canyon. Le groupe équipant les vélos est fourni par SRAM. La marque Rapha fournit l'habillement.

### Arrivées et départs

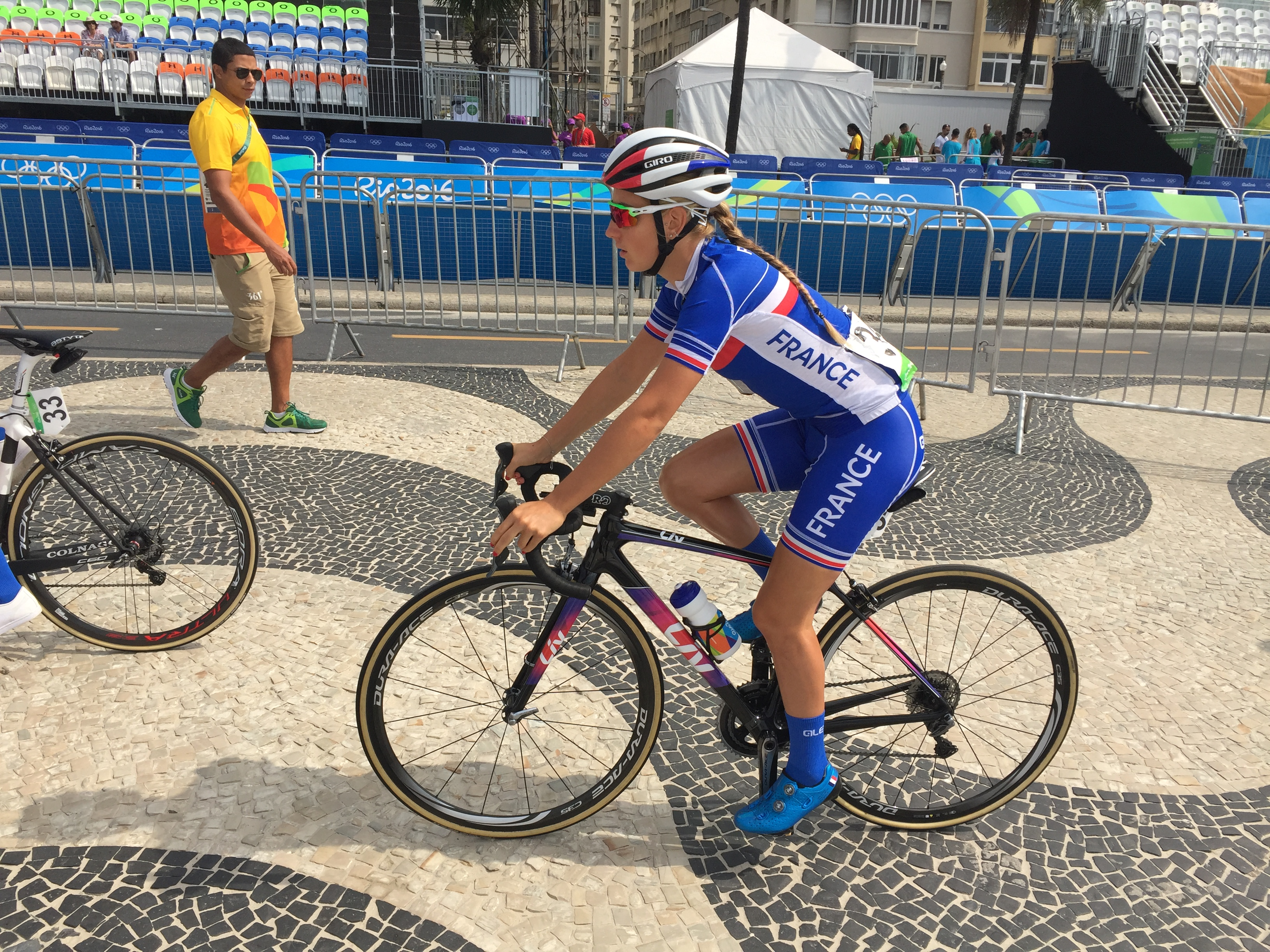
Pauline Ferrand-Prévot rejoint l'équipe

L'effectif est l'équipe est quasiment stable. La championne du monde 2014, Pauline Ferrand-Prévot, la rejoint. Après une saison 2016 difficile, elle va tenter de rebondir. Par ailleurs, une coureuse est recrutée par l'intermédiaire d'un concourt : le « Zwift Academy rider »,,. Il s'agit de l'ancienne marathonienne américaine Leah Thorvilson.
L'équipe effectue son stage de préparation à Majorque.
| Arrivées               | Équipe 2016         |
| ---------------------- | ------------------- |
| Pauline Ferrand-Prévot | Rabo Liv Women      |
| Leah Thorvilson        | Néo-professionnelle |

| Départs | Équipe 2017 |
| ------- | ----------- |

### Effectifs
| Effectif 2017                              | Effectif 2017     | Effectif 2017 | Effectif 2017                 |
| Cycliste                                   | Date de naissance | Pays          | Équipe précédente             |
| ------------------------------------------ | ----------------- | ------------- | ----------------------------- |
| Alena Amialiusik                           | 6 février 1989    | Biélorussie   | Astana BePink Womens (2014)   |
| Hannah Barnes                              | 4 mai 1993        | Royaume-Uni   | UnitedHealthcare (2015)       |
| Lisa Brennauer                             | 8 juin 1988       | Allemagne     | Hitec Products-UCK (2011)     |
| Elena Cecchini                             | 25 mai 1992       | Italie        | Lotto Soudal Ladies (2015)    |
| Tiffany Cromwell                           | 6 juillet 1988    | Australie     | Orica-AIS (2013)              |
| Pauline Ferrand-Prévot                     | 10 février 1992   | France        | Rabo Liv Women (2016)         |
| Barbara Guarischi                          | 10 février 1990   | Italie        | Alé Cipollini (2014)          |
| Mieke Kröger                               | 18 juillet 1993   | Allemagne     | Futurumshop.nl-Zannata (2014) |
| Alexis Magner                              | 18 septembre 1994 | États-Unis    | UnitedHealthcare (2015)       |
| Leah Thorvilson                            | 9 janvier 1979    | États-Unis    |                               |
| Trixi Worrack                              | 28 septembre 1981 | Allemagne     | AA Drink-Leontien.nl (2011)   |
|                                            |                   |               |                               |
| Sources : ProCyclingStats Cycling Archives |                   |               |                               |

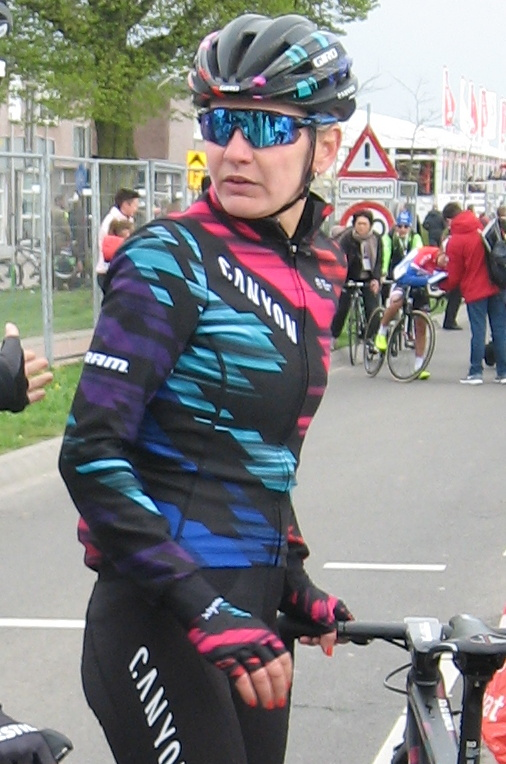
Alena Amialiusik
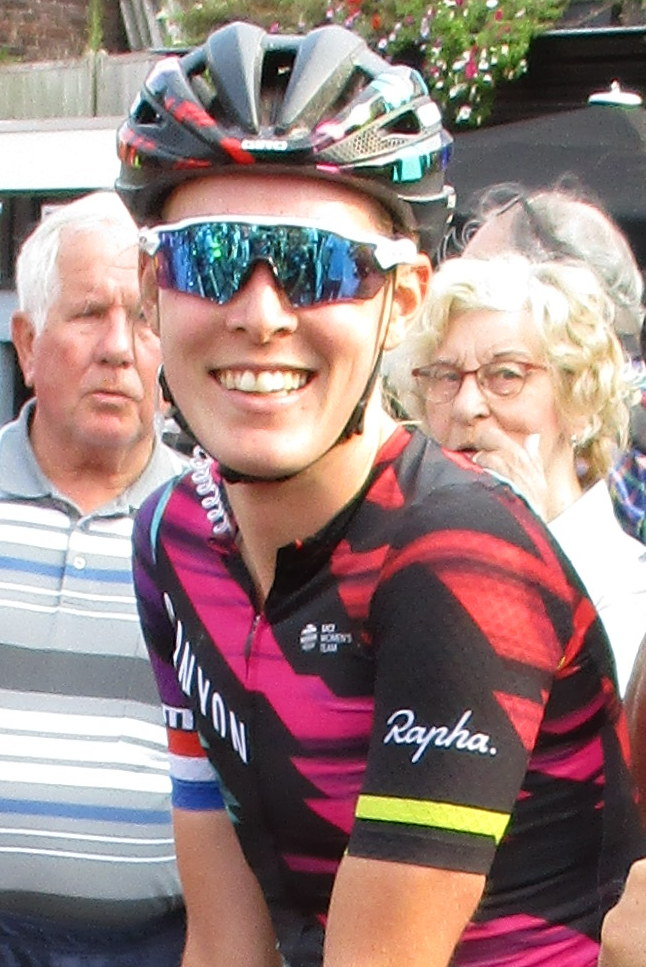
Hannah Barnes
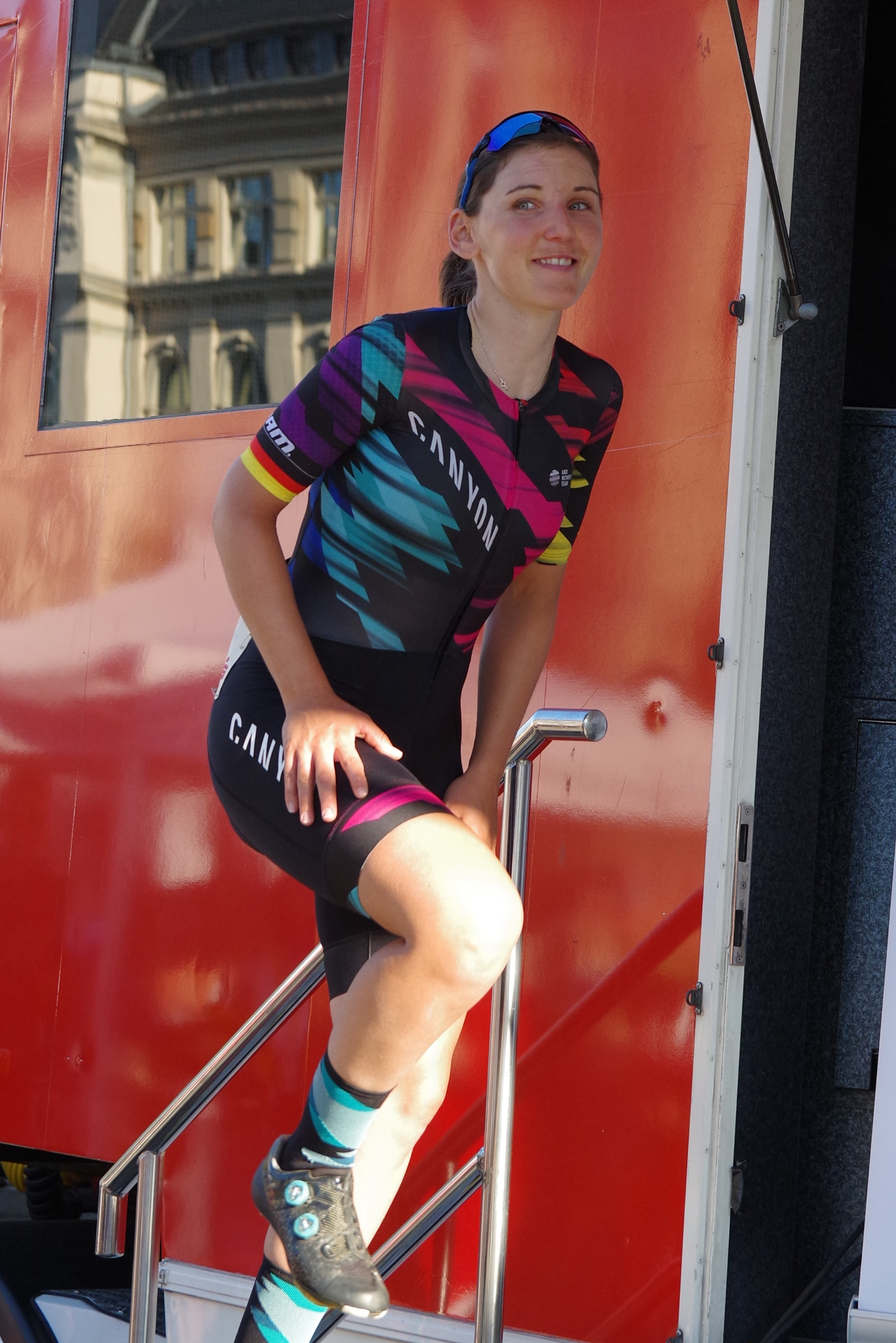
Lisa Brennauer
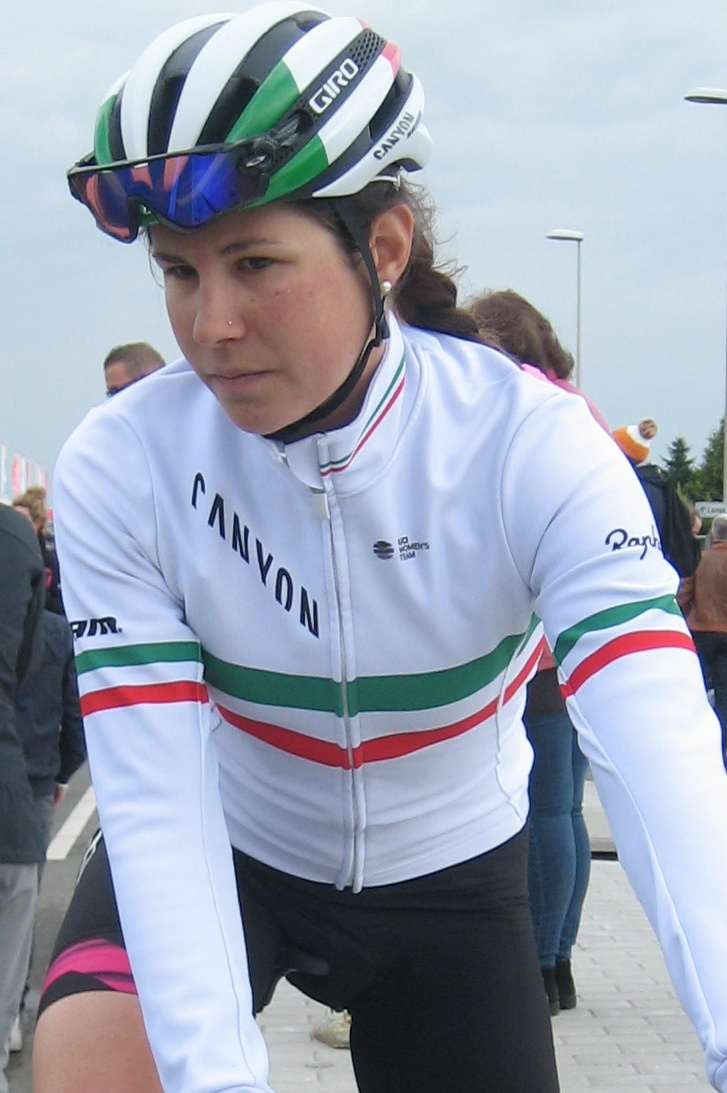
Elena Cecchini
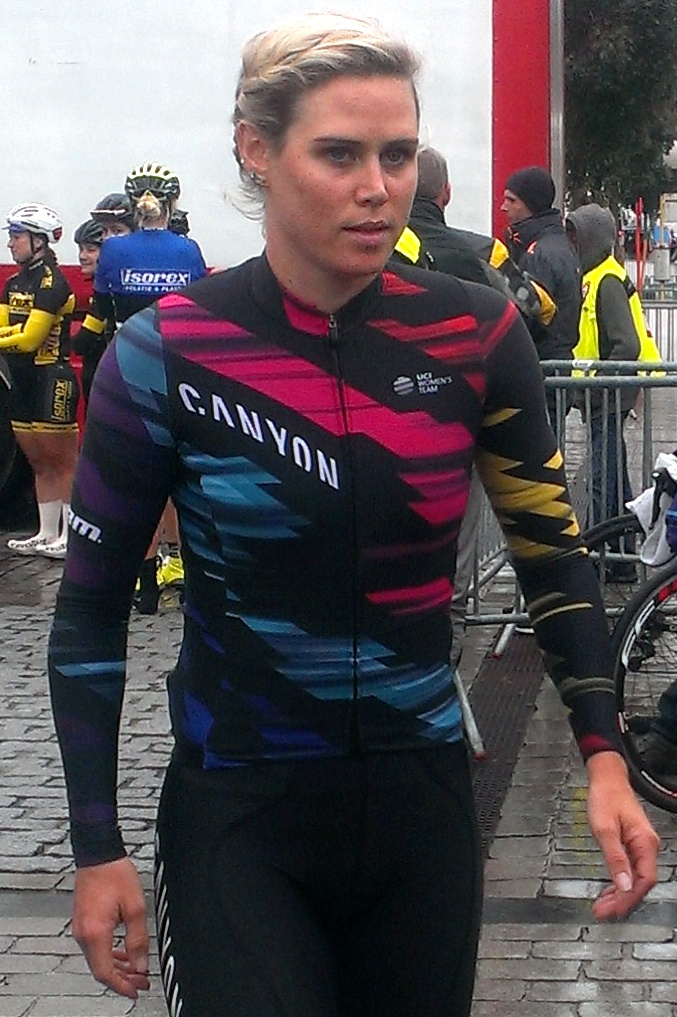
Tiffany Cromwell
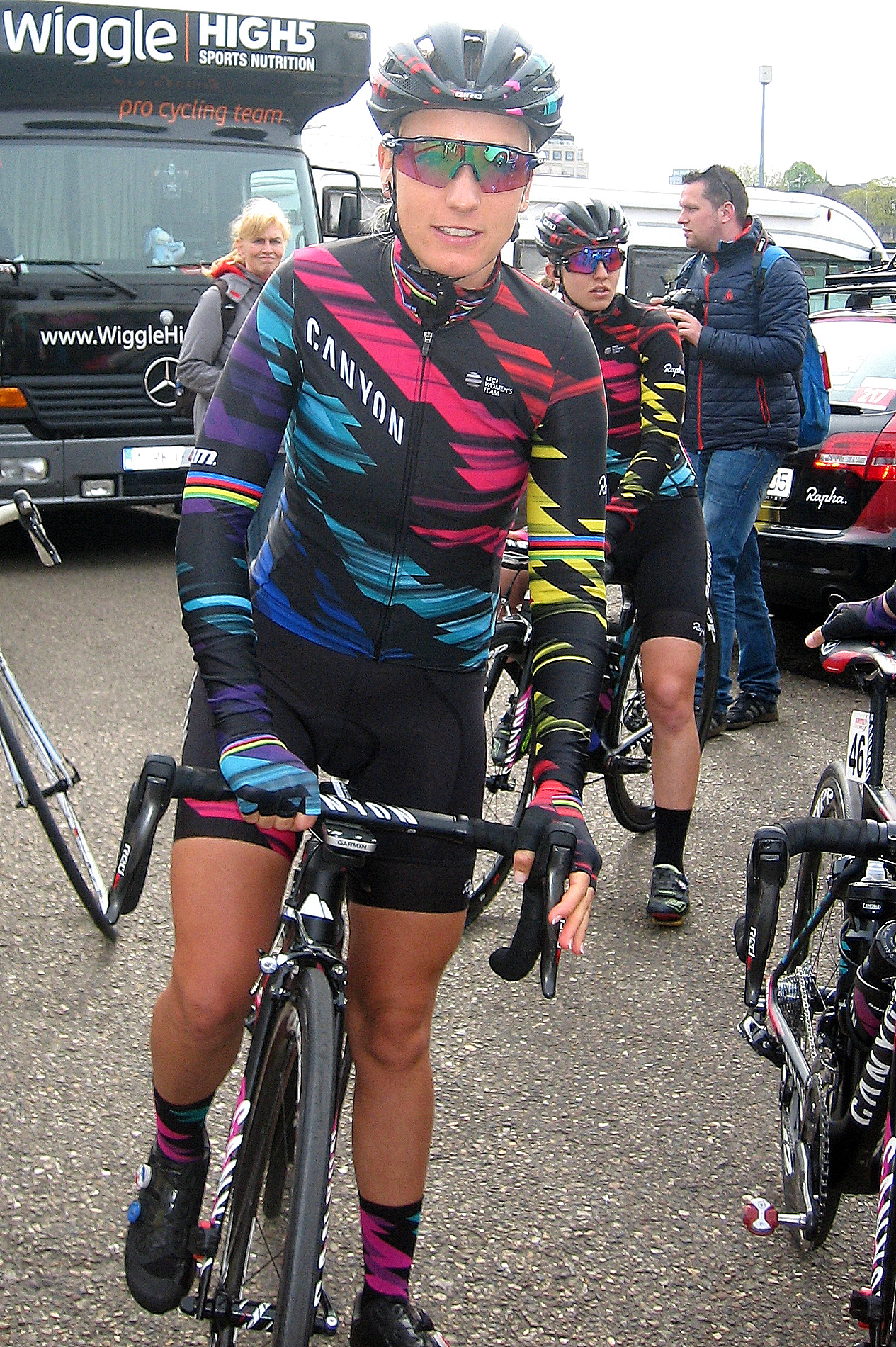
Pauline Ferrand-Prévot
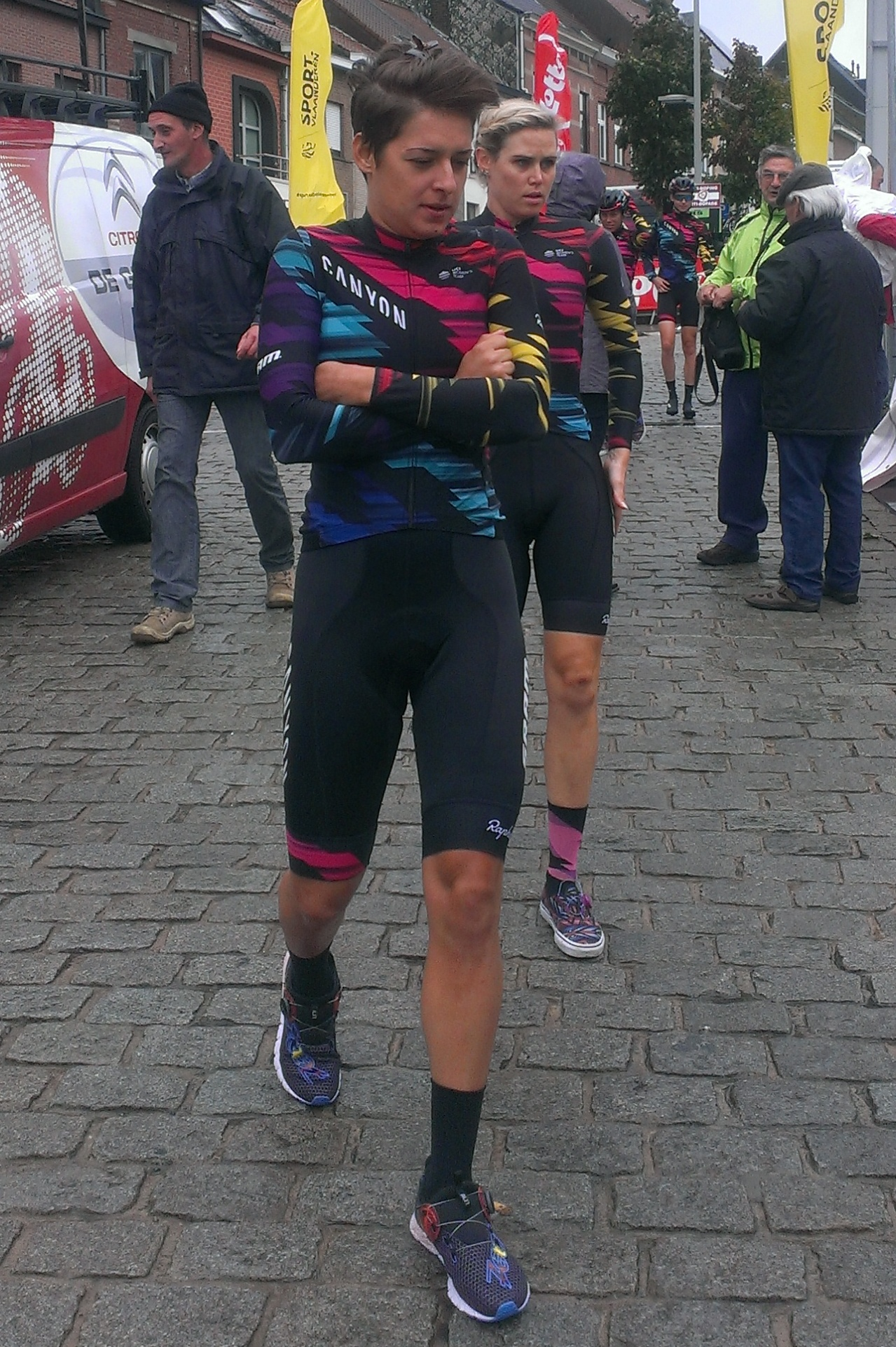
Barbara Guarischi
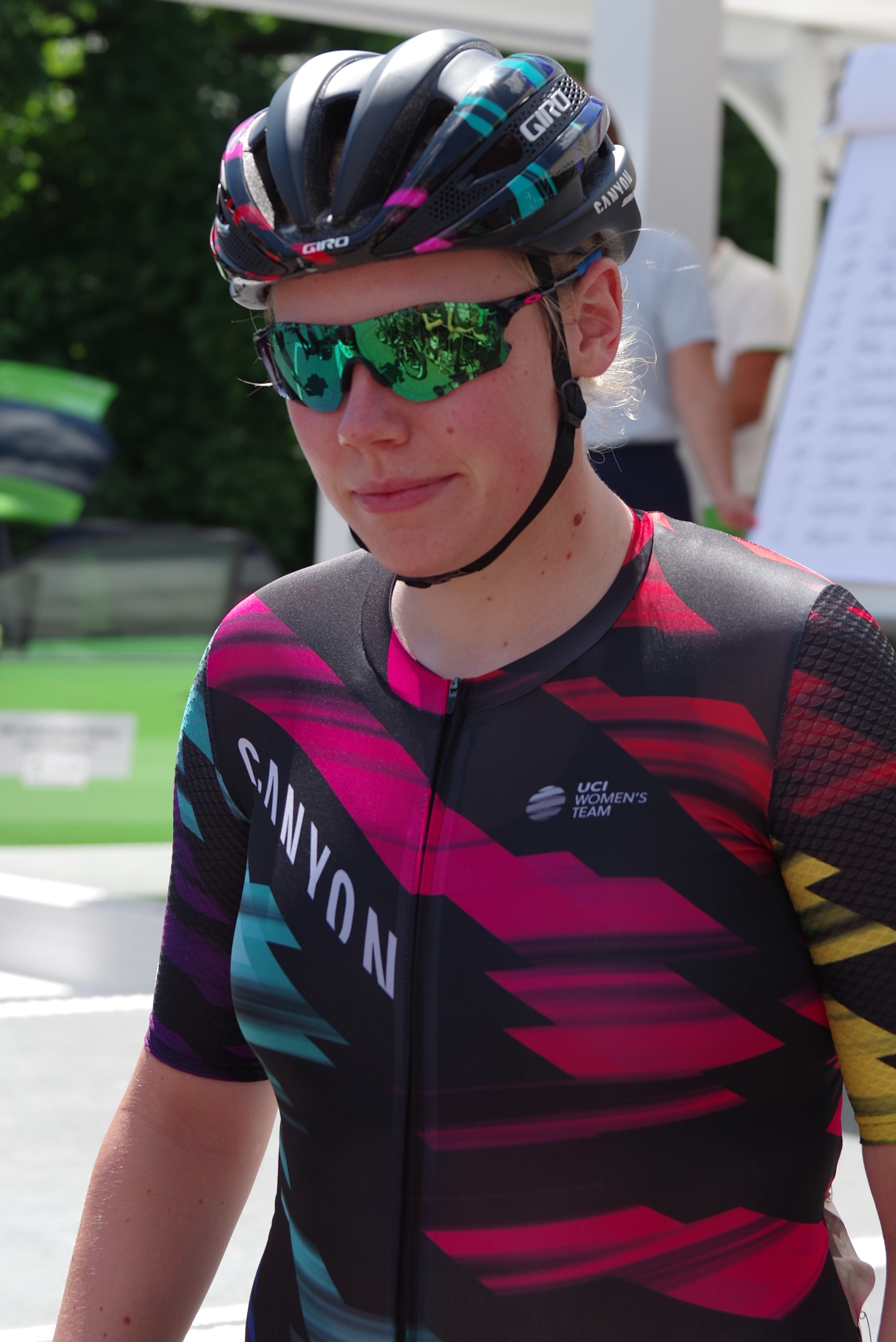
Mieke Kröger
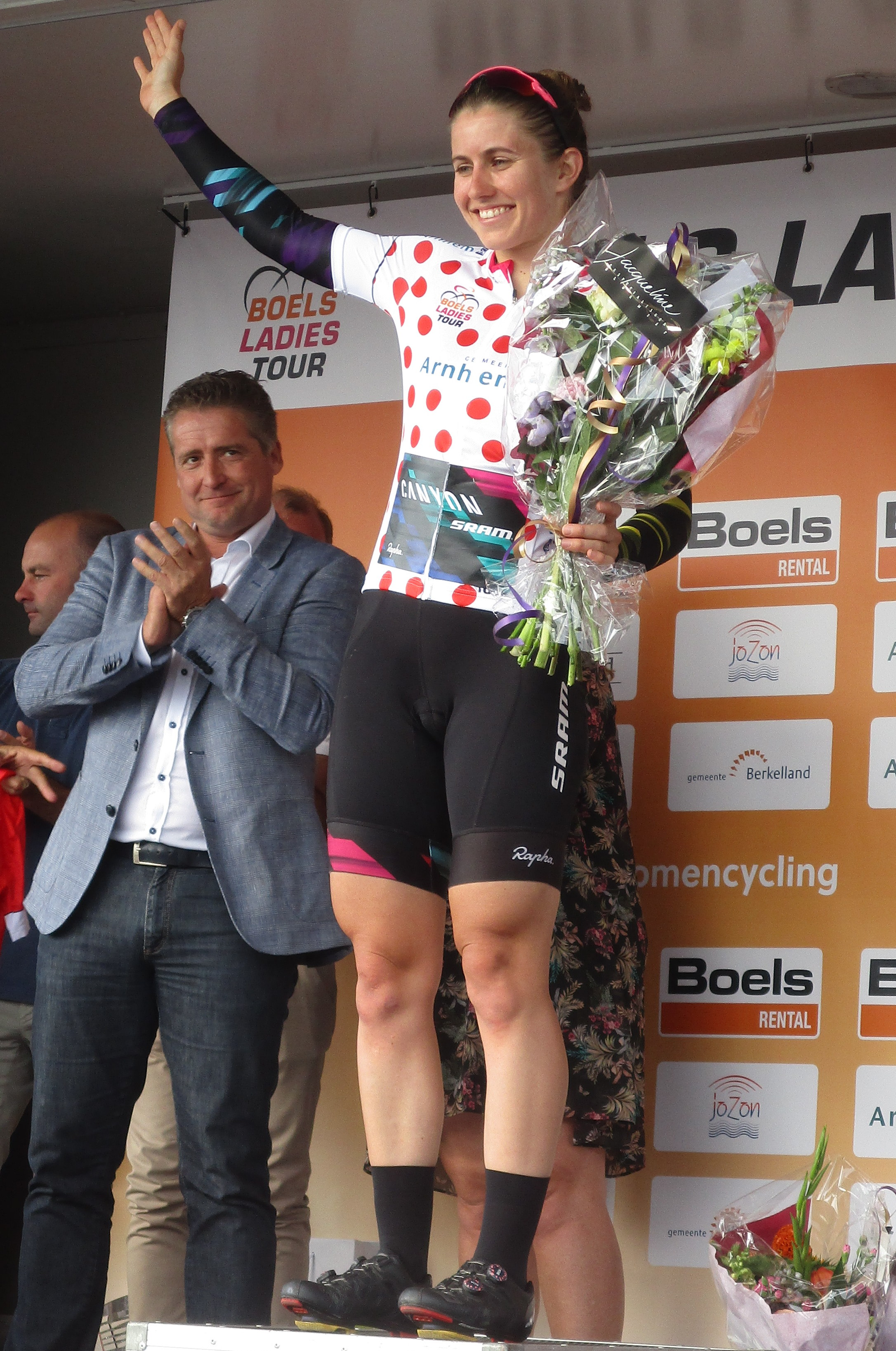
Alexis Ryan
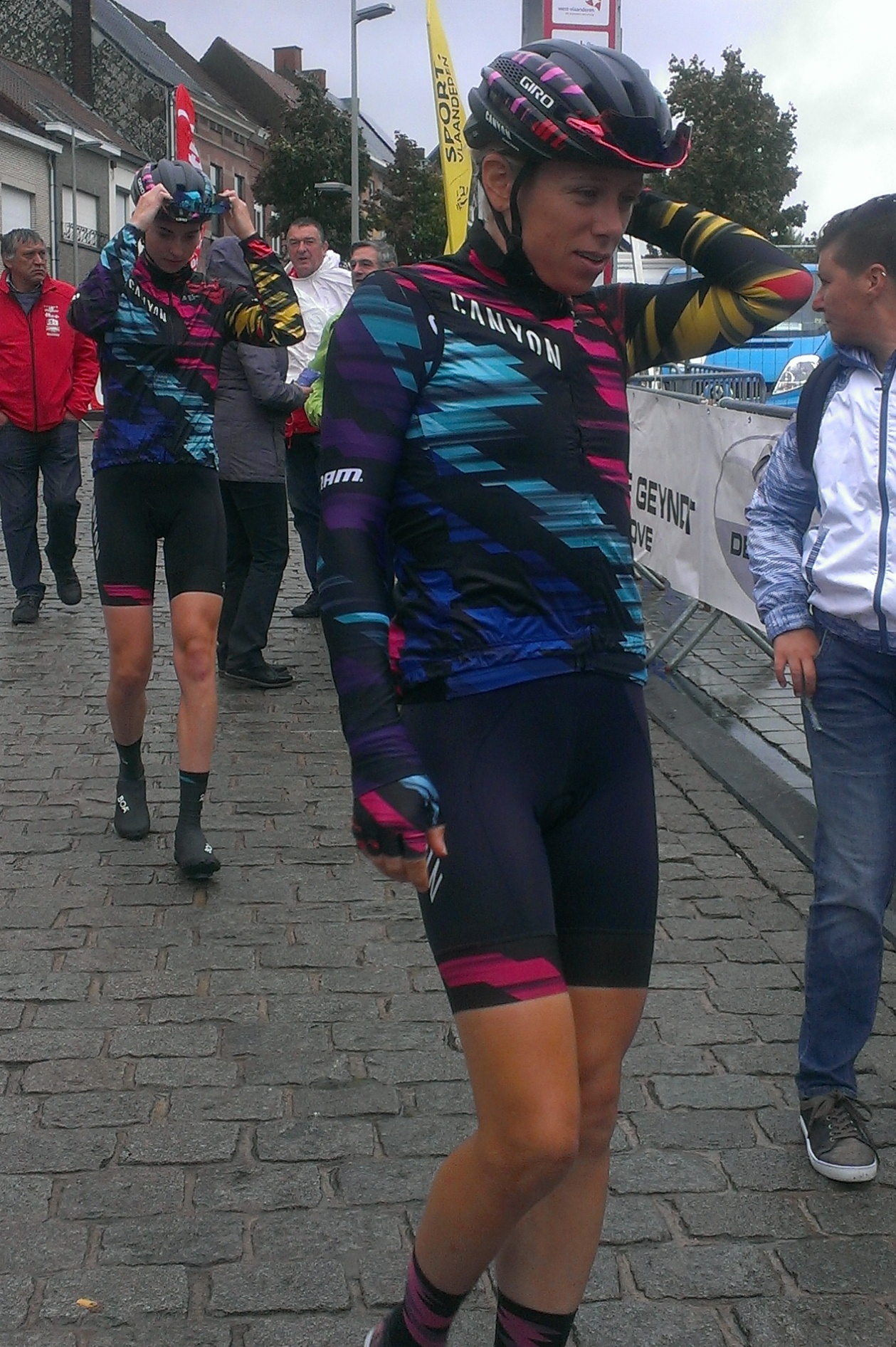
Leah Thorvilson
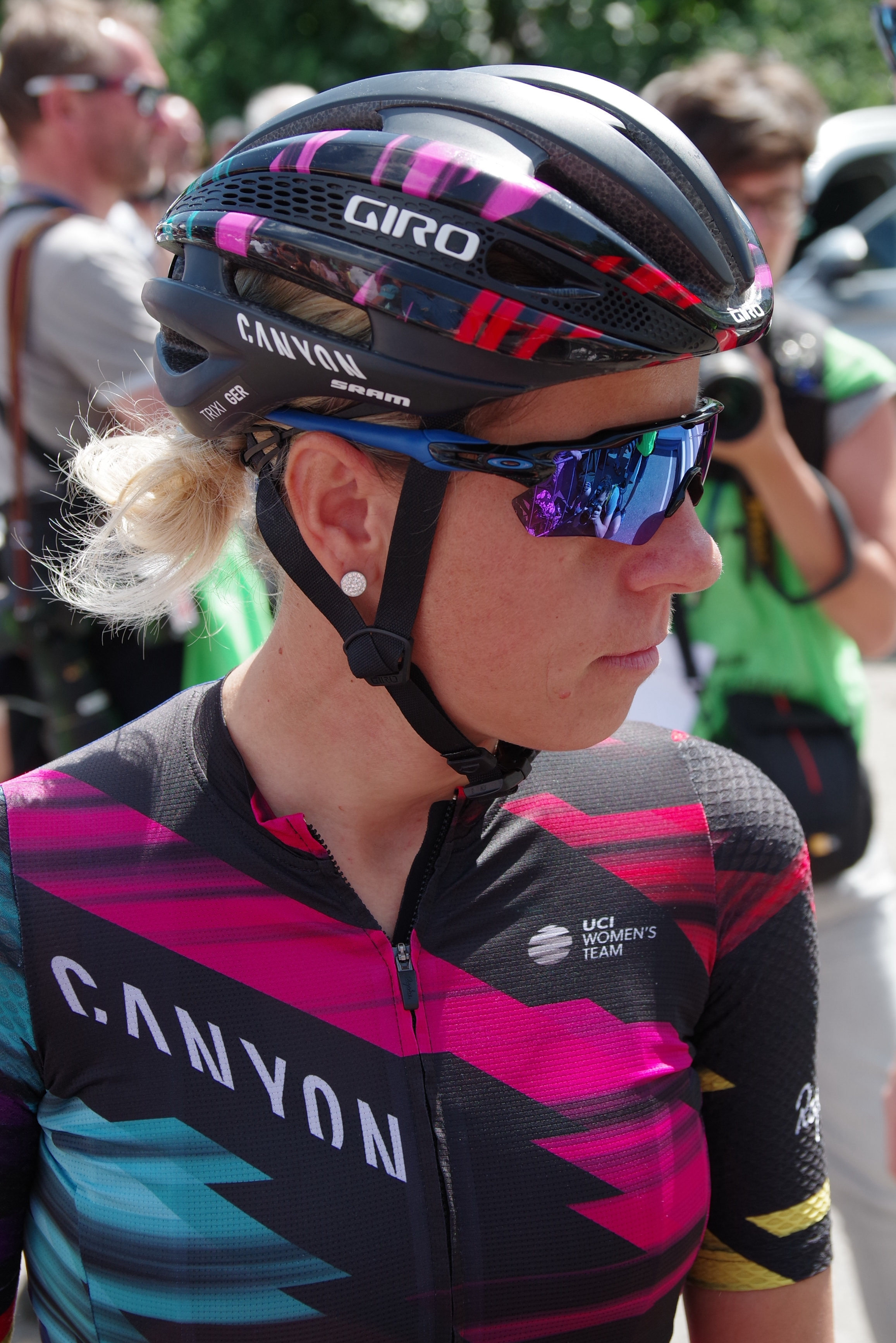
Trixi Worrack

### Encadrement
Ronny Lauke est à la directeur général et directeur sportif de l'équipe, poste qu'il occupe depuis 2008. Beth Duryea est directrice sportive adjointe tout comme Barry Austin.

## Déroulement de la saison

### Février-mars
Au  Circuit Het Nieuwsblad, Ellen van Dijk et Elisa Longo Borghini s'échappent après le Paterberg. Un premier groupe de poursuite est constitué d'Elena Cecchini, Lotte Kopecky, Christine Majerus et Gracie Elvin, mais le peloton le reprend. Dans le Molenberg, une nouvelle sélection s'opère sans membre de l'équipe à l'avant. Elena Cecchini se classe treizième.
Au Tour de Drenthe, Elena Cecchini fait partie du groupe de tête après la deuxième ascension du mont VAM, cependant il est rapidement repris. Sur le circuit urbain final, elle est présente dans l'échappée décisive avec Amalie Dideriksen, Lucinda Brand et Elisa Longo Borghini. Elle prend la deuxième place du sprint. Au Trofeo Alfredo Binda-Comune di Cittiglio,  Alena Amialiusik se montre active en accompagnant les meilleures dans la dernière ascension. La course se conclut par un sprint où Elena Cecchini obtient la cinquième place,. Sur À travers les Flandres, les difficultés de la course provoque une sélection progressive. L'équipe est surreprésenté dans le groupe de tête avec quatre coureuses sur seize. Elle mène un train pour le sprint de Lisa Brennauer, toutefois celle-ci ne se classe que troisième derrière Lotta Lepistö et Gracie Elvin. Le dimanche, à Gand-Wevelgem, Lisa Brennauer prend de nouveau part au sprint et est cinquième. À la Pajot Hills Classic, Barabra Guarischi passe près de la victoire en finissant deuxième du sprint derrière Annette Edmondson.

### Avril

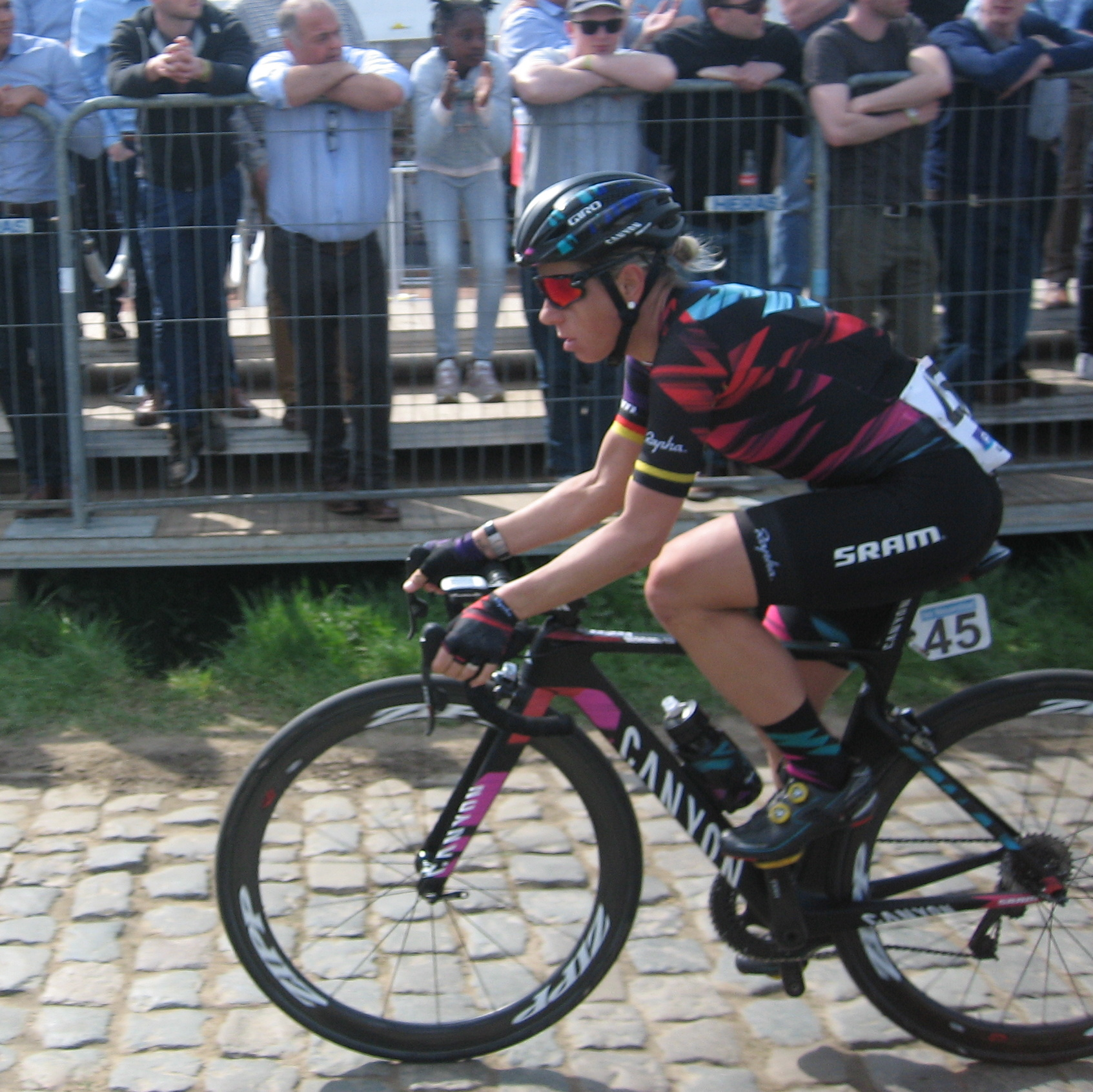
Trixi Worrack au Tour des Flandres

Au Tour des Flandres, Katarzyna Niewiadoma accélère sur les pentes du Kanarieberg et provoque une sélection importante. Au sommet, elle est accompagnée de Lizzie Deignan, Elisa Longo Borghini, Ashleigh Moolman et Elena Cecchini. Le peloton, réduit à trente unités, les reprend rapidement. Dans le Kruisberg, un groupe de quatre leaders s'échappe. Derrière les équipes Sunweb et Canyon-SRAM chassent et reprennent les échappées sous la flamme rouge. Elena Cecchini se classe sixième,. À l'Healthy Ageing Tour, Lisa Brennauer est troisième du contre-la-montre inaugural derrière Ellen van Dijk et Anna van der Breggen. Sur la troisième étape, l'équipe contrôle la course. Lisa Brennauer s'impose dans le sprint massif.

### Mai
À la Classique Morbihan puis au Grand Prix de Plumelec, Alena Amialiusik se classe deuxième derrière Ashleigh Moolman,.

### Juin

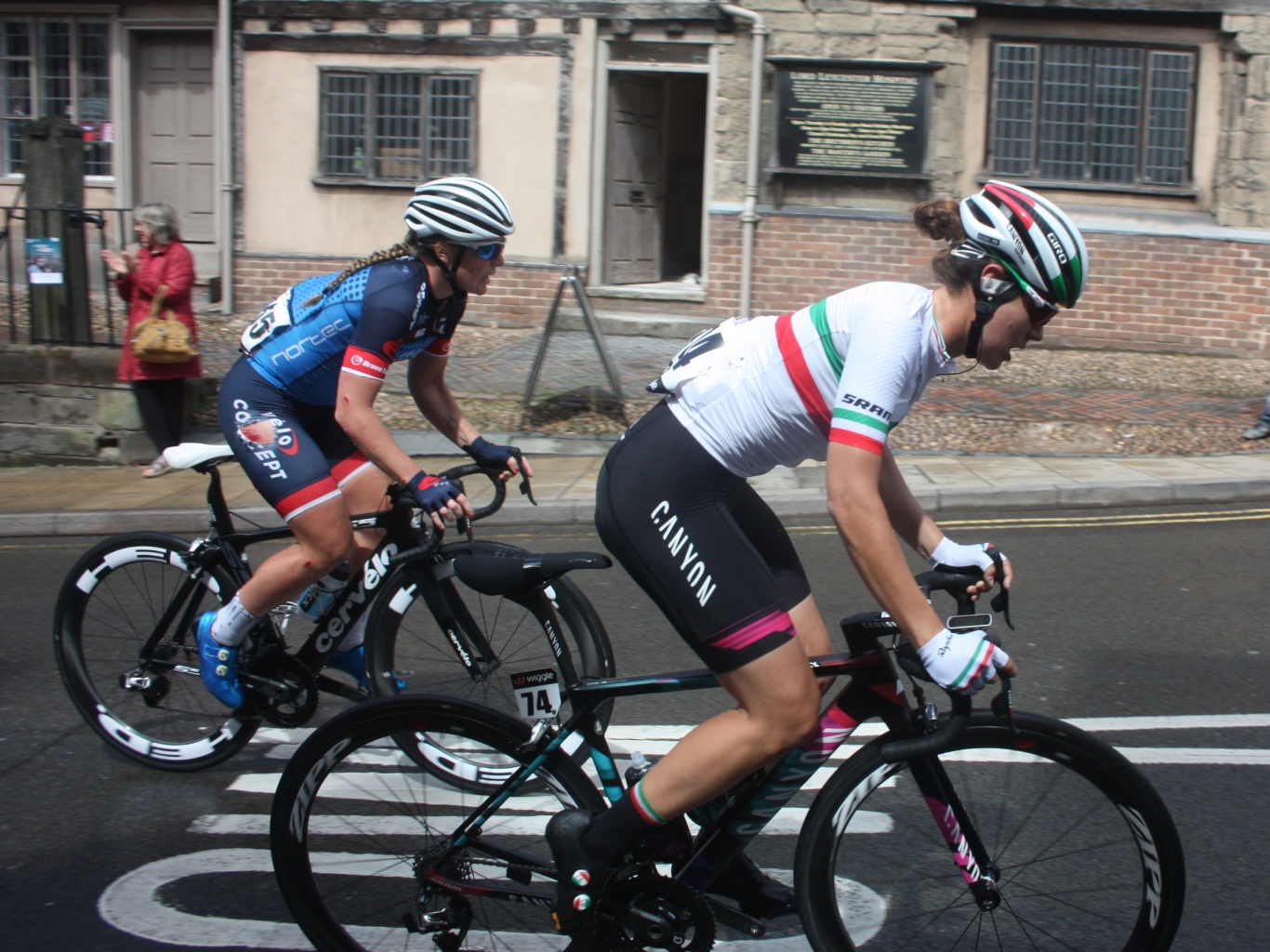
Elena Cecchini au Women's Tour

Au Women's Tour, Tiffany Cromwell prend la cinquième place de la première étape. Le lendemain, Lisa Brennauer tente de s'échapper sans succès. Sur une ascension non répertoriée, Christine Majerus part avec Lucinda Brand, Trixi Worrack avec trois autres coureuses. Dans la côte d'Ipstones, Lucinda Brand attaque. Christine Majerus et Trixi Worrack sont un temps en poursuite, mais ne font pas la jonction. Lucinda Brand reste échappée seule en tête jusqu'à sept kilomètres de l'arrivée quand elle est reprise par le premier groupe du peloton.Au sprint, Hannah Barnes est battue par Amy Pieters,. Hannah Barnes est sixième du sprint massif sur la troisième étape puis cinquième de la quatrième étape. Au départ de la dernière étape, elle pointe à la cinquième place du classement général. Elle dispute tous les sprints intermédiaire puis finit deuxième du sprint final. Cela lui permet de remonter à la troisième place du classement général. Elle remporte également le classement de la meilleure Britannique. Elle est deuxième du classement par points derrière Christine Majerus pour seulement un point de retard,.
Lors des championnats nationaux, Trixi Worrack conserve son titre en contre-la-montre en Allemagne. Cela représente le cinquième titre de la formation sur l'épreuve de suite. Lors de la course en ligne qui se conclut par un sprint massif, Lisa Brennauer prend la deuxième place battue par Lisa Klein. En Italie, Elena Cecchini se classe deuxième du contre-la-montre. Aux championnats de Grande-Bretagne, Elinor Barker ouvre longtemps la route. Un groupe de chasse formé de Katie Archibald, Hannah Barnes et Elizabeth Deignan la reprend à deux kilomètres de l'arrivée. Cette dernière contre immédiatement et s'impose seule. Hannah Barnes est troisième.

### Juillet
Au Tour d'Italie, la formation se classe cinquième du contre-la-montre par équipes inaugural. Sur la troisième étape, Hannah Barnes s'impose au sprint devant Lotta Lepistö et Kirsten Wild. Elle se dit surprise car elle avait de mauvaises sensations durant l'étape,,. Elle est quatrième le lendemain lors d'un nouveau sprint. Lors du très difficile contre-la-montre de la cinquième étape, elle prend la neuvième place. Elena Cecchini est cinquième de la sixième étape au sprint. Sur la septième étape, Alexis Ryan fait partie de l'échappée décisive. Elle est finalement quatrième du sprint,,. Elle est ensuite sixième de la neuvième étape. 
Au Tour de Thuringe, Lisa Brennauer s'impose sur le prologue,. Le lendemain, alors qu'un sprint semble inévitable, Tiffany Cromwell part seule dans le dernier virage et s'impose,. Sur la deuxième étape qui passe par l'Hanka-Berg, Trixi Worrack fait partie de l'échappée décisive. Elle évite ainsi à l'équipe de travailler. Elle se classe septième et Lisa Brennauer conserve son maillot jaune,. Lors de l'étape suivante, Hayley Simmonds s'impose en solitaire et s'empare de la tête du classement général. Sur le contre-la-montre de Schmölln, Lisa Brennauer finit troisième à six secondes de la vainqueur Lauren Stephens. Elle reprend le maillot jaune et compte dix-huit secondes d'avance sur Ellen van Dijk,. Lisa Brennauer est sixième de la cinquième étape puis gère la dernière étape afin de s'imposer pour la première fois sur l'épreuve,.
Sur la course by Le Tour de France, Pauline Ferrand-Prévot finit treizième au col de l'Izoard. Dans les rues de Marseille, elle perd trois places et termine donc seizième. La semaine suivante, sur RideLondon-Classique, Hannah Barnes doit disputer le sprint massif. Toutefois, la préparation du sprint est confuse et l'équipe la perd. Lisa Brennauer se retrouve à devoir lancer le sprint de loin. Elle creuse immédiatement un trou qui l'isole avec Lotta Lepistö. Elle est néanmoins doublée dans les derniers mètres par la Finlandaise et l'Américaine Coryn Rivera, auteur d'une belle remontée.

### Août

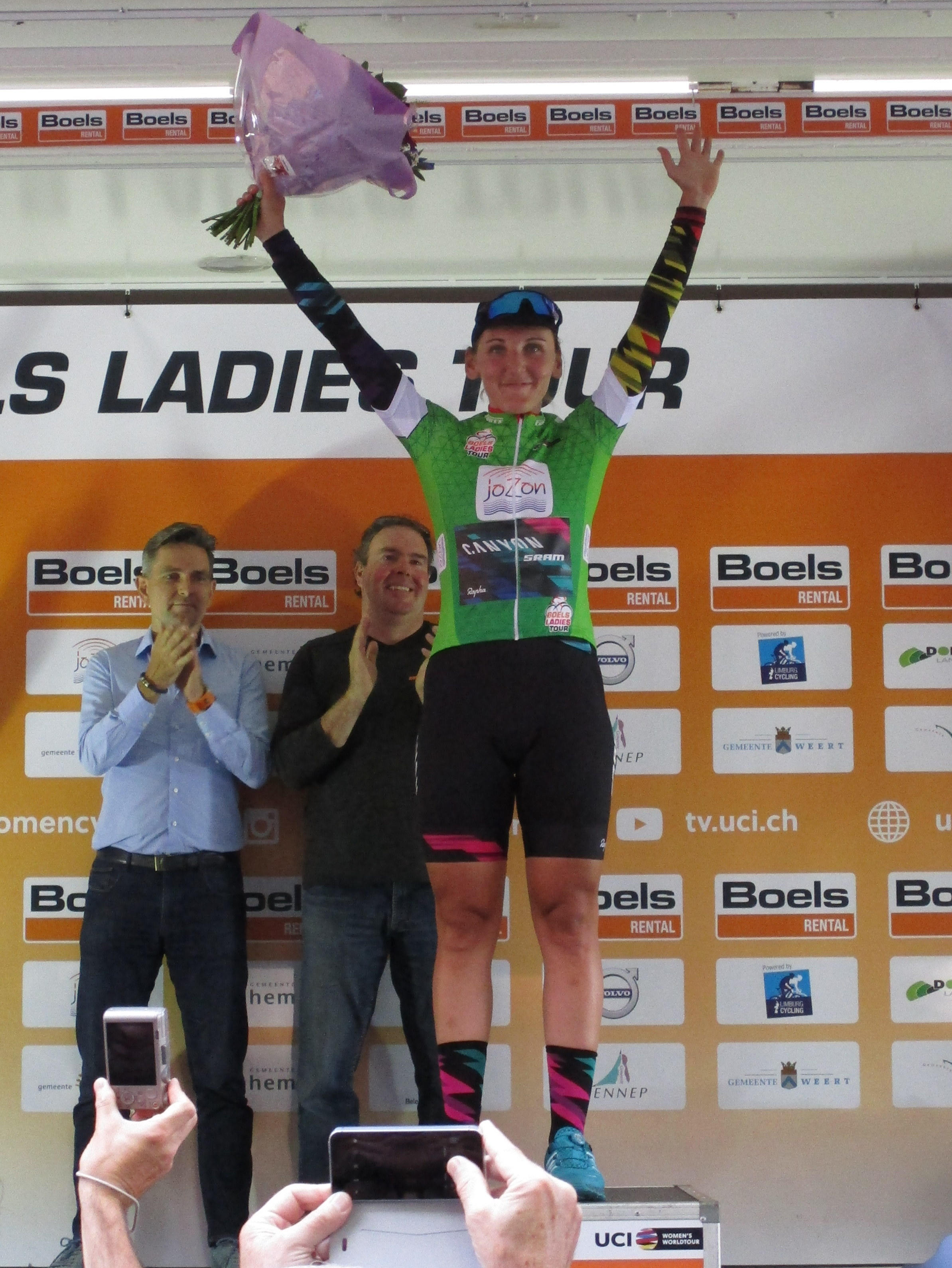
Lisa Brennauer au Boels Ladies Tour

Au Contre-la-montre par équipes de l'Open de Suède Vårgårda, la formation Canyon-SRAM se classe troisième derrière Boels-Dolmans et Cervélo-Bigla. Lors de la course en ligne, Alexis Ryan fait partie des échappées. Au sprint, Hannah Barnes prend la onzième place. Au Tour de Norvège, Mieke Kröger est septième du prologue. Au classement final, Alexis Ryan est dixième. 
Au Grand Prix de Plouay, à mi-course Hannah Barnes attaque. Elle est rejointe par Janneke Ensing. Leur avance est cependant réduite à néant par Anna van der Breggen. Sur l'avant-dernier passage de la côte de Ty-Marrec, Pauline Ferrand-Prévot part avec les autres favorites dans son sillage : Elizabeth Deignan, Ashleigh Moolman, Anna van der Breggen et Elisa Longo Borghini. Coryn Rivera n'a pas réussi à suivre le rythme. Alors que ce groupe semblait destiner à se disputer la victoire, la mauvaise entente et les efforts des équipes Orica-Scott et Sunweb provoquent le regroupement au pied de la côte de Lezot. Tiffany Cromwell tente sa chance, mais le peloton se présente grouper au pied de la dernière ascension de Ty Marrec. Au plus dur de la côte, Elizabeth Deignan surgit accompagnée seulement par Pauline Ferrand-Prévot. Leur avance grandit rapidement. Au sprint, Elizabeth Deignan s'impose facilement devant la Française. Elena Cecchini est cinquième de la course.
Au Boels Ladies Tour, Lisa Brennauer est troisième du prologue, puis de nouveau troisième le lendemain dans le sprint massif,. Sur le contre-la-montre individuel, elle se classe cinquième devant Mieke Kröger. Lisa Brennauer est alors troisième du classement général à quarante secondes d'Annemiek van Vleuten. L'Allemande s'impose au sprint le lendemain et gagne ainsi des bonifications. Lors de difficile cinquième étape, elle ne peut suivre Anna van der Breggen et Annemiek van Vleuten. La première la dépasse ainsi au classement général. La dernière étape n'a pas de conséquence. Lisa Brennauer est quatrième de l'épreuve et vainqueur du classement par points.

### Septembre

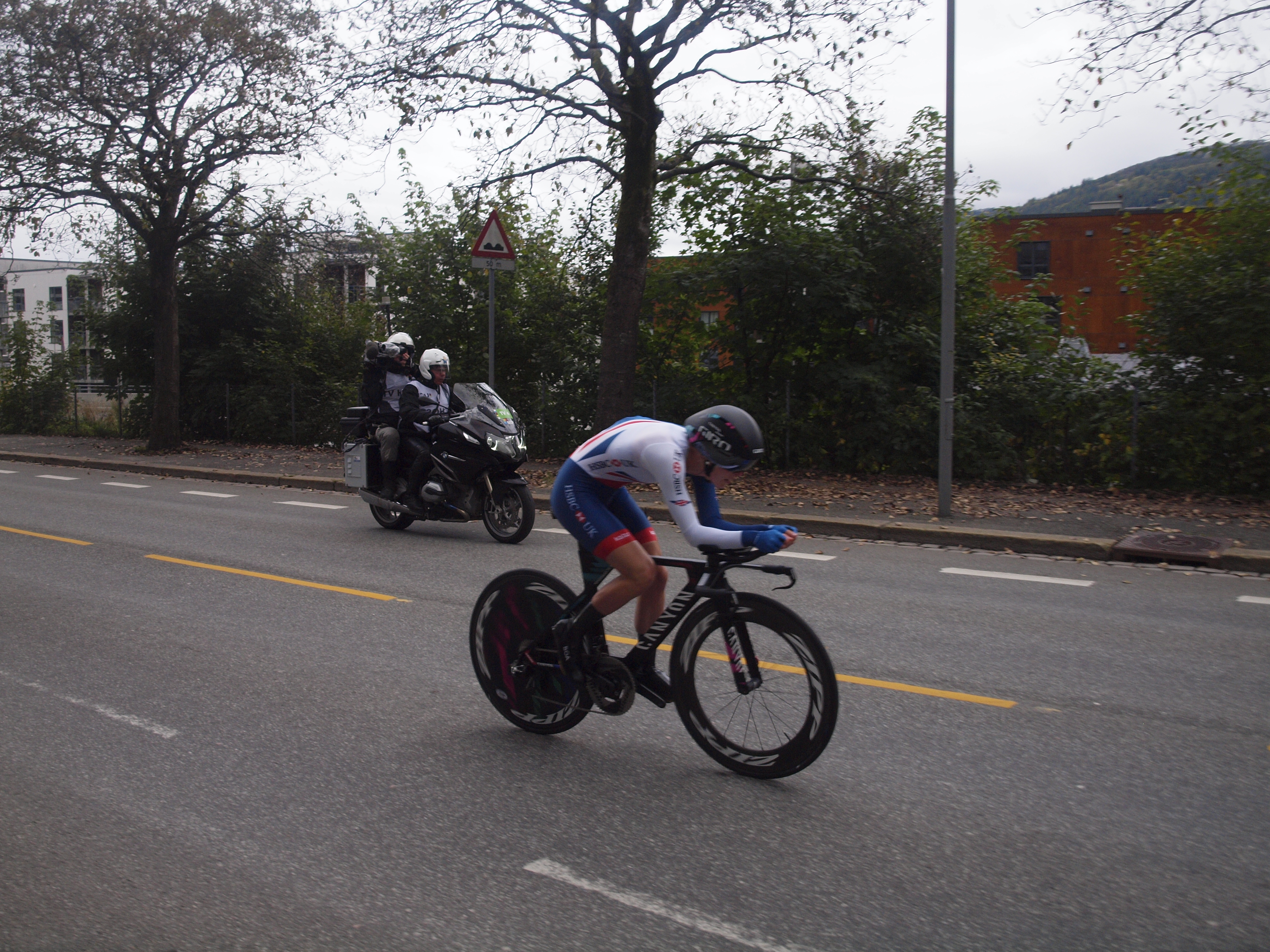
Hannah Barnes aux championnats du monde du contre-la-montre

Aux championnats du monde du contre-la-montre par équipes, la composition est la suivante : Hannah Barnes, Lisa Brennauer, Elena Cecchini, Mieke Kröger, Alexis Ryan et Trixi Worrack. La formation finit quatrième. Sur le contre-la-montre individuel, Hannah Barnes est neuvième, Lisa Brennauer douzième et Trixi Worrack dix-septième. Sur la course en ligne, Hannah Barnes fait partie du premier groupe dangereux part à soixante-et-un kilomètres de la ligne. Elle est accompagnée d'Amy Pieters et de Rachel Neylan. Dans la descente de Salmon Hill, une implique notamment Elena Cecchini. Les échappées sont reprises à cinquante kilomètres de l'arrivée. Dans la montée suivante de Salmon Hill, Pauline Ferrand-Prévot est dans le groupe de favorites qui se détache. Après un nouveau regroupement général, à vingt-trois kilomètres de l'arrivée, Chantal Blaak contre avec Audrey Cordon-Ragot et Hannah Barnes. La montée de Salmon Hill permet une nouvelle fois aux favorites de revenir sur la tête de course, mais sans Pauline Ferrand-Prévot cette fois. Chantal Blaak part plus loin seule. Le peloton finit par reprendre le groupe avec Hannah Barnes dans les derniers hectomètres. Elle est quatorzième. Elena Cecchini est dixième et Pauline Ferrand-Prévot onzième,,.

## Victoires

### Sur route
| Victoires | Victoires                                   | Victoires | Victoires | Victoires        | Victoires |
| Date      | Course                                      | Pays      | Classe    | Vainqueur        |           |
| --------- | ------------------------------------------- | --------- | --------- | ---------------- | --------- |
| 7 avr.    | 3e étape, Bloeizone Fryslân Tour            | Pays-Bas  | 2.2       | Lisa Brennauer   |           |
| 23 juin   | Championnat d'Allemagne du contre-la-montre | Allemagne | CN        | Trixi Worrack    |           |
| 2 juill.  | 3e étape du Tour d'Italie                   | Italie    | 2.WWT     | Hannah Barnes    |           |
| 12 juill. | Prologue du Tour de Thuringe                | Allemagne | 2.1       | Lisa Brennauer   |           |
| 13 juill. | 1re étape du Tour de Thuringe               | Allemagne | 2.1       | Tiffany Cromwell |           |
| 18 juill. | Classement général, Tour de Thuringe        | Allemagne | 2.1       | Lisa Brennauer   |           |
| 1 sept.   | 4e étape, Simac Ladies Tour                 | Pays-Bas  | 2.WWT     | Lisa Brennauer   |           |

### En VTT
| Date    | Course      | Pays    | Classe | Vainqueur              |
| ------- | ----------- | ------- | ------ | ---------------------- |
| 11 mars | Banyoles    | Espagne | HC     | Pauline Ferrand-Prévot |
| 18 juin | Lostorf     | Suisse  | 1      | Pauline Ferrand-Prévot |
| 18 août | Montgenèvre | France  | 1      | Pauline Ferrand-Prévot |

### Résultats sur les courses majeures

#### World Tour
| Date                | #  | Course                                   | Pays            | Meilleure classée      | Classement |
| ------------------- | -- | ---------------------------------------- | --------------- | ---------------------- | ---------- |
| 4 mars              | 1  | Strade Bianche                           | Italie          | Elena Cecchini         | 10e        |
| 11 mars             | 2  | Tour de Drenthe                          | Pays-Bas        | Elena Cecchini         | 2e         |
| 19 mars             | 3  | Trofeo Alfredo Binda-Comune di Cittiglio | Italie          | Elena Cecchini         | 5e         |
| 26 mars             | 4  | Gand-Wevelgem                            | Belgique        | Lisa Brennauer         | 5e         |
| 2 avril             | 5  | Tour des Flandres                        | Belgique        | Elena Cecchini         | 6e         |
| 16 avril            | 6  | Amstel Gold Race                         | Pays-Bas        | Pauline Ferrand-Prévot | 8e         |
| 19 avril            | 7  | Flèche wallonne                          | Belgique        | Pauline Ferrand-Prévot | 28e        |
| 23 avril            | 8  | Liège-Bastogne-Liège                     | Belgique        | Alena Amialiusik       | 23e        |
| 5-7 mai             | 9  | Tour de l'île de Chongming               | Chine           | -                      | -          |
| 11-14 mai           | 10 | Tour de Californie                       | États-Unis      | Alena Amialiusik       | 8e         |
| 4 juin              | 11 | Philadelphia Cycling Classic             | États-Unis      | Course annulée         |            |
| 7-11 juin           | 12 | The Women's Tour                         | Grande-Bretagne | Hannah Barnes          | 3e         |
| 30 juin-9 juillet   | 13 | Tour d'Italie                            | Italie          | Elena Cecchini         | 18e        |
| 20 juillet          | 14 | La course by Le Tour de France           | France          | Pauline Ferrand-Prévot | 13e        |
| 29 juillet          | 15 | RideLondon-Classique                     | Grande-Bretagne | Lisa Brennauer         | 3e         |
| 11 août             | 16 | Open de Suède Vårgårda TTT               | Suède           | Canyon-SRAM            | 3e         |
| 13 août             | 17 | Open de Suède Vårgårda                   | Suède           | Hannah Barnes          | 11e        |
| 17-20 août          | 18 | Tour de Norvège                          | Norvège         | Alexis Ryan            | 10e        |
| 26 août             | 19 | Grand Prix de Plouay                     | France          | Pauline Ferrand-Prévot | 2e         |
| 29 août-3 septembre | 20 | Boels Rental Ladies Tour                 | Pays-Bas        | Lisa Brennauer         | 4e         |
| 10 septembre        | 21 | La Madrid Challenge by La Vuelta         | Espagne         | -                      | -          |

Au classement final, Elena Cecchini est treizième, Lisa Brennauer est dix-septième. La formation est cinquième du classement par équipes.

#### Grand tour
| Grand tour            | Tour d'Italie        |
| --------------------- | -------------------- |
| Coureuse (classement) | Elena Cecchini (18e) |
| Accessits             | 1 victoire d'étape   |

## Classement mondial
| Rang | Coureuse               | Points |
| ---- | ---------------------- | ------ |
| 16   | Lisa Brennauer         | 545    |
| 18   | Elena Cecchini         | 510    |
| 28   | Hannah Barnes          | 408    |
| 49   | Pauline Ferrand-Prévot | 221    |
| 56   | Alena Amialiusik       | 173    |
| 76   | Tiffany Cromwell       | 121    |
| 85   | Trixi Worrack          | 108    |
| 86   | Alexis Ryan            | 102    |
| 99   | Barbara Guarischi      | 90     |
| 174  | Mieke Kröger           | 36     |
| 587  | Leah Thorvilson        | 2      |

Canyon-SRAM est septième au classement par équipes.